# 拿破崙干邑
拿破崙干邑（法語：Courvoisier，法語發音：[kuʁvwazje]），是法國著名的干邑白蘭地，其總部位於法國夏朗德省的雅爾奈克，現由日本三得利公司所擁有。據稱拿破崙被流放到聖赫勒拿島時曾帶同數桶拿破崙干邑隨行，故名。

## 歷史
酒業原本是由Emmanuel Courvoisier和Louis Gallois於巴黎開展葡萄酒貿易。
1811年拿破崙下榻了拿破崙干邑酒廠，並且帶走了一些白蘭地作為拿破崙戰爭期間砲兵部隊的需要。拿破崙干邑酒廠與拿破崙有關的最為傳奇性且最為人所熟知的故事是拿破崙流放聖赫倫那島時，帶了幾桶拿破崙干邑隨行，這幾桶干邑在航行中受到拿破崙隨行的英國軍官大讚，他們親切地稱之為「The Cognac of Napoleon」，即拿破崙干邑。
1828年Emmanuel Courvoisier和Louis Gallois的兒子為了提升釀酒的品質，將公司總部搬到法國西南部夏朗德省的雅爾納克，開展製酒事業。
1869年，拿破崙三世親自點名拿破崙干邑作為「皇室干邑官方供應商」之一，這奠定了拿破崙干邑的生產商的地位。
1909年，酒廠被售予英國家族Simon，但仍保留酒廠於雅爾納克。Simon一家確立了以拿破崙背影為商標，成功打入國際。

## 產品
- Courvoisier VS
- Courvoisier VSOP
- Courvoisier Napoleon Fine Champagne
- Courvoisier XO Imperial
- Courvoisier Initiale Extra
- Courvoisier Succession JS
- L'Esprit de Courvoisier

## 流行文化
美國說唱歌手巴斯达韵於2002年Pass the Courvoisier, Part II一歌曲中提及此品牌。

## 外部連結
- Courvoisier Homepage （页面存档备份，存于）
- Courvoisier U.S. Site （页面存档备份，存于）